# 北山田駅 (神奈川県)
北山田駅（きたやまたえき）は、神奈川県横浜市都筑区北山田一丁目にある、横浜市営地下鉄グリーンラインの駅である。駅番号はG06。
ステーションカラーはまちの持つ南欧スタイルをイメージしてだいだい（とうもろこし色）   。
2019年2月20日にいい部屋ネットが発表した『住みここち』ランキングで、首都圏で3位、神奈川県で1位に選ばれている。

## 概要
港北ニュータウンの北部に位置し、神奈川県道102号荏田綱島線（都市計画道路日吉元石川線）の下に設置されている地下駅。北側には富士塚の山田富士（山田富士公園）や横浜国際プールが、南西側にはサレジオ学院中学校・高等学校が存在する。
駅のデザインテーマは「つどいのひろば」で、横浜国際プールやサレジオ学院などの国際色を生かすとともに、「港北ニュータウン北山田駅前センター街づくり協定」のデザインテーマ「南欧スタイル」を取り入れて、回廊やスペイン瓦を使用した外観デザインになっている。

## 歴史
- 2008年（平成20年）3月30日 - 横浜市営地下鉄グリーンラインの中山駅 - 日吉駅間の開通と同時に開業。
- 2012年（平成24年）5月1日 - docomo Wi-Fiによる、無線LANサービス開始。
- 2020年（令和2年）7月31日 - ホーム上に待合室を設置[6]。

### 駅名の由来
- 地名から取ったもの。古来は都筑郡山田村で、1889年に中川村が合併成立した際、大字山田が設けられたが、小字は同時に整理統合されて北部に字北が設けられた。1939年横浜市編入の際に大字山田字北の箇所に北山田町が設けられ、港北区を経て、現在地の都筑区北山田1丁目に至る。
- 読み方は「きたやまた」である。東日本では濁り「やまだ」と読まれるのが一般的だが、この地域では「ひがしやまた」や「たかた」などと読む。

## 駅構造
島式ホーム1面2線を有する地下駅。改札口が地下3階、ホームが地下4階にある。出入口 - 改札外コンコース間、改札内コンコース - ホーム間にエレベーターとエスカレーターを設置している。多機能トイレを併設している。

### のりば
| 番線 | 路線           | 行先     |
| ---- | -------------- | -------- |
| 1    | グリーンライン | 中山方面 |
| 2    | グリーンライン | 日吉方面 |

- 上表の路線名は旅客案内上の名称（愛称）で記載している。

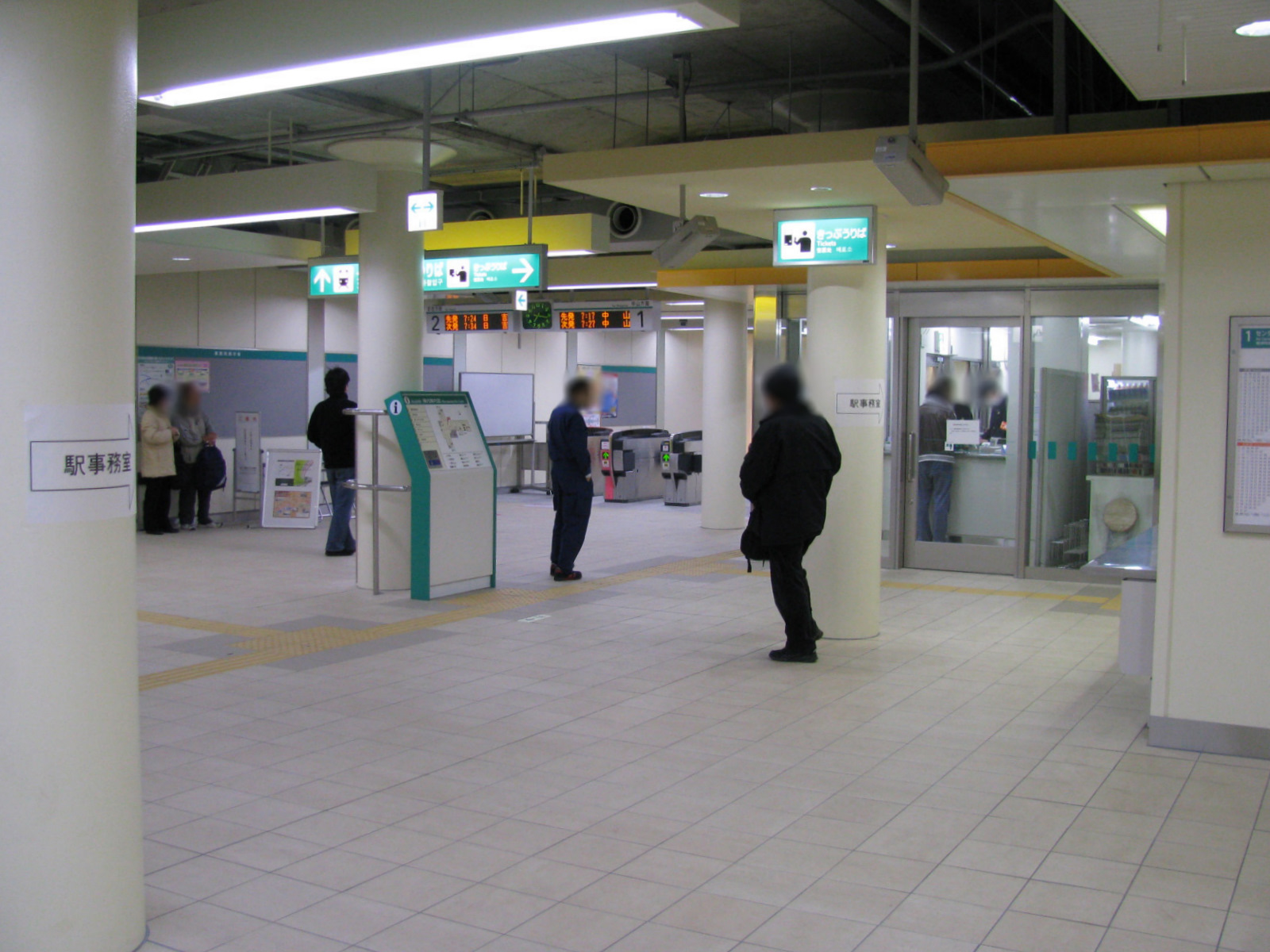
改札付近1（2008年3月）
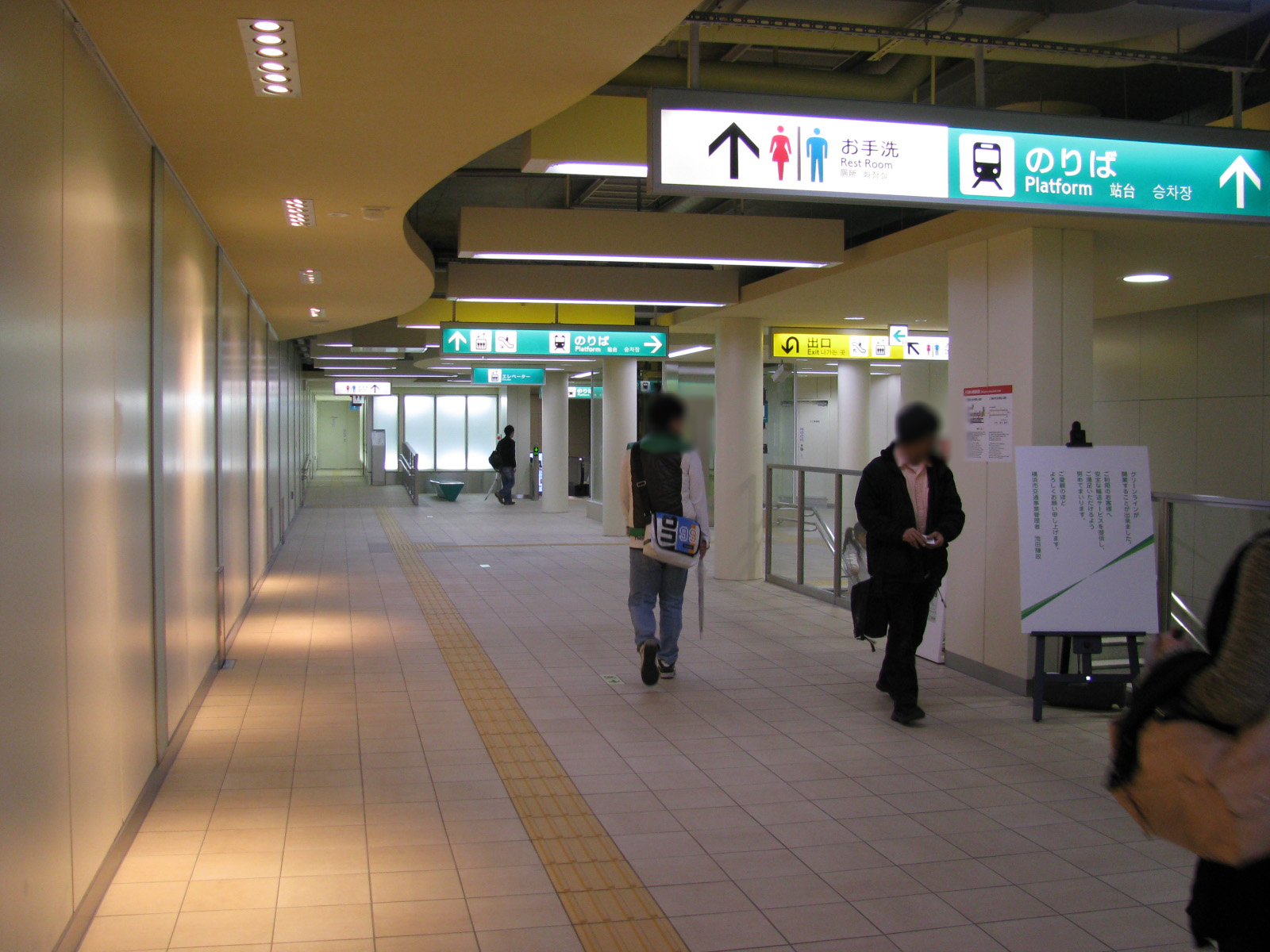
改札付近2（2008年3月）
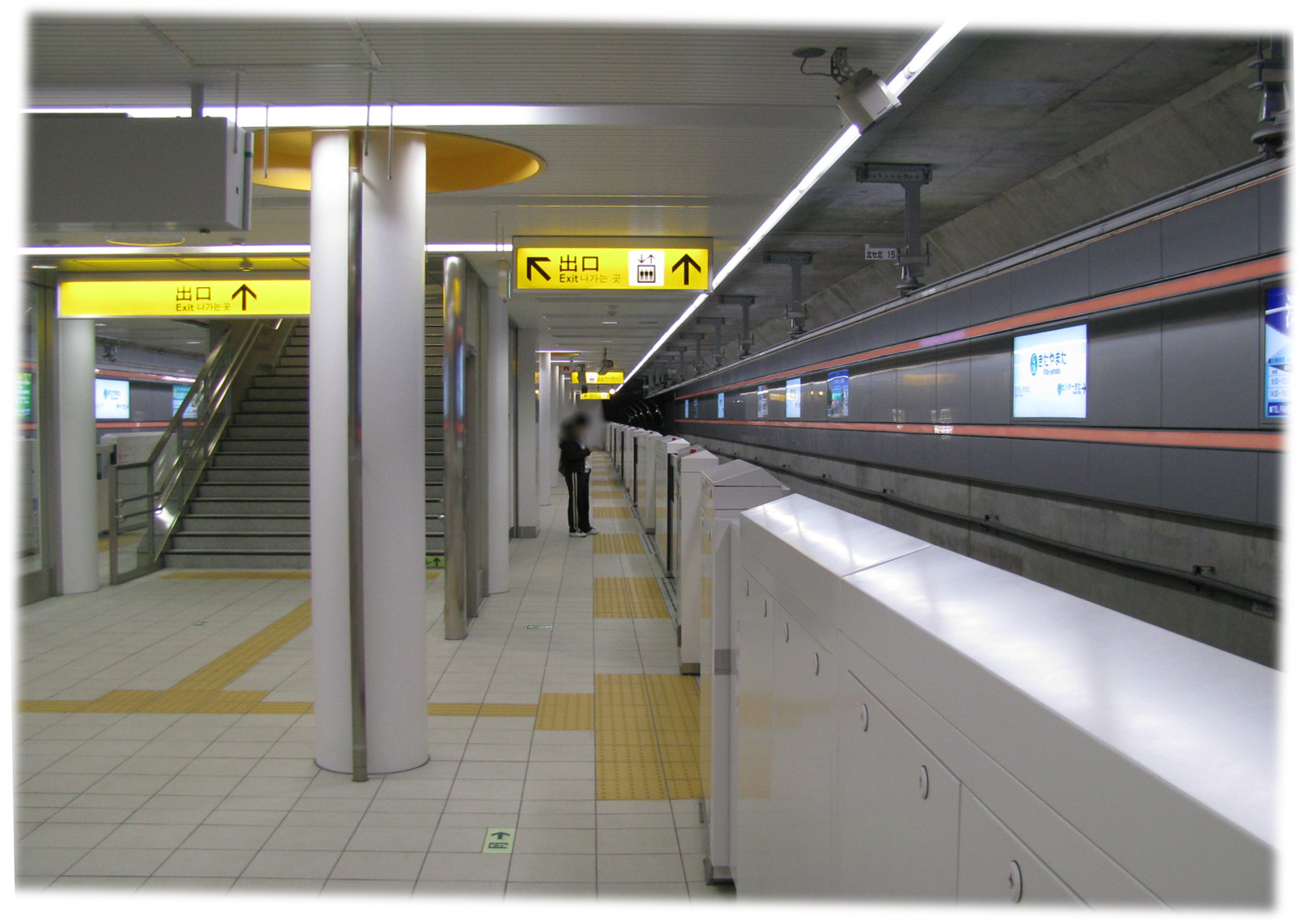
ホーム（2008年3月）

## 利用状況
2023年度の1日平均乗降人員は25,364人（乗車人員：12,700人、降車人員：12,664人）である。グリーンライン全10駅の中では中山駅に次ぐ第5位。同線において他線との乗り換えのない駅の中では最も多い。
開業以来の1日平均乗降・乗車人員の推移は下記の通り。
| 年度               | 1日平均 乗降人員 | 1日平均 乗車人員 | 出典     |
| ------------------ | ---------------- | ---------------- | -------- |
| 2007年（平成19年） |                  | 35,631           | [ * 1 ]  |
| 2008年（平成20年） | 16,936           | 8,546            | [ * 2 ]  |
| 2009年（平成21年） | 18,687           | 9,431            | [ * 3 ]  |
| 2010年（平成22年） | 20,958           | 10,553           | [ * 4 ]  |
| 2011年（平成23年） | 22,072           | 11,118           | [ * 5 ]  |
| 2012年（平成24年） | 23,612           | 11,867           | [ * 6 ]  |
| 2013年（平成25年） | 25,106           | 12,614           | [ * 7 ]  |
| 2014年（平成26年） | 25,770           | 12,919           | [ * 8 ]  |
| 2015年（平成27年） | 26,954           | 13,489           | [ * 9 ]  |
| 2016年（平成28年） | 27,592           | 13,836           | [ * 10 ] |
| 2017年（平成29年） | 28,126           | 14,100           | [ * 11 ] |
| 2018年（平成30年） | 28,649           | 14,364           | [ * 12 ] |
| 2019年（令和元年） | 28,444           | 14,249           | [ * 13 ] |
| 2020年（令和02年） | 19,820           | 9,950            |          |
| 2021年（令和03年） | 21,958           | 11,017           |          |
| 2022年（令和04年） | 24,285           | 12,172           |          |
| 2023年（令和05年） | 25,364           | 12,700           |          |

## 駅周辺

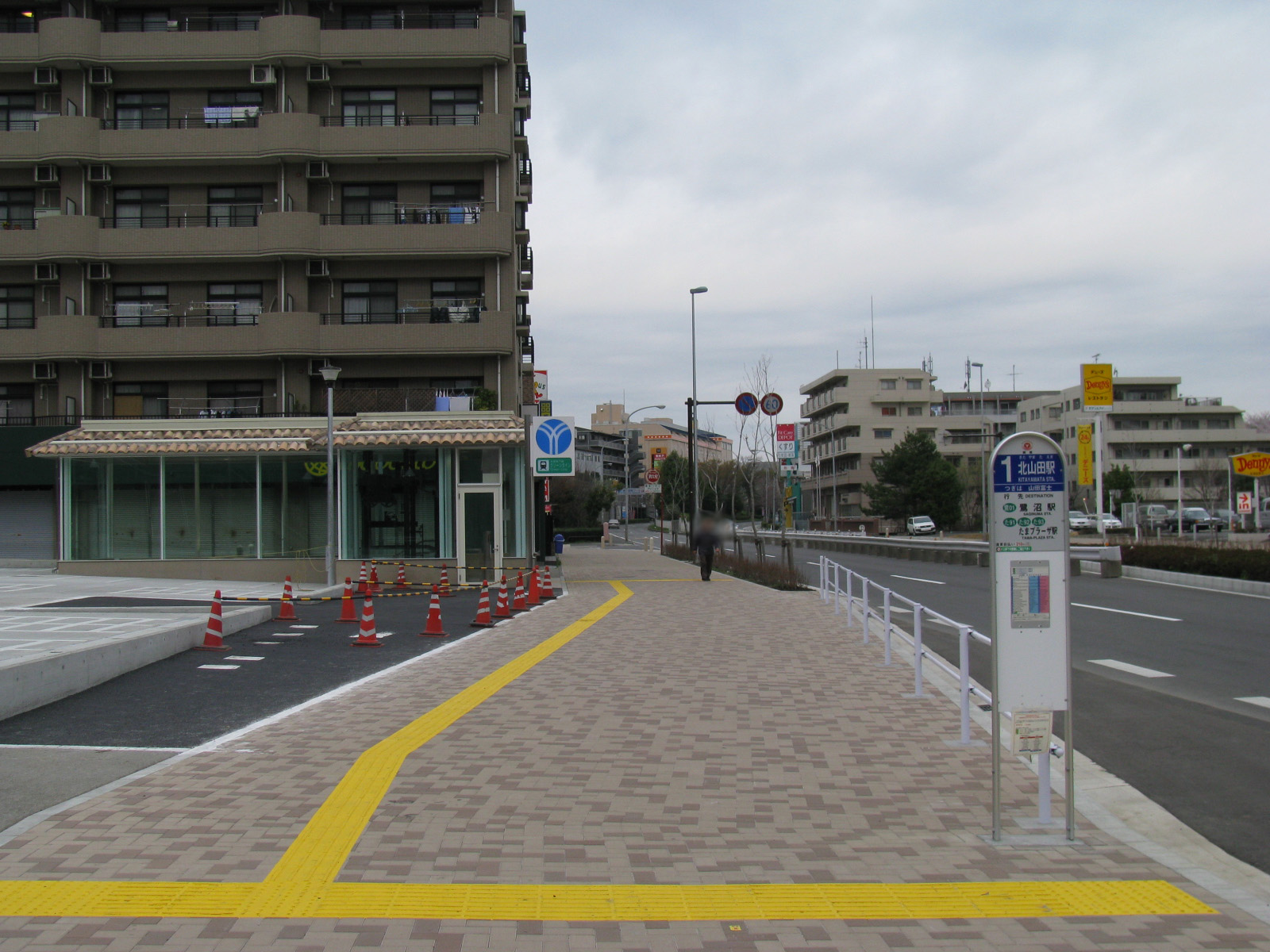
駅前付近

- EKINIWA
- 神奈川県道102号荏田綱島線
- 山田富士公園
- サレジオ学院中学校・高等学校
- 横浜国際プール
- 東急バス東山田営業所
- JA横浜 北山田支店
- 横浜市立東山田小学校
- 横浜北山田郵便局
- 都筑消防署北山田消防出張所[11]
- 北山田地区センター[12]
- 滝ヶ谷公園
- オーケー 北山田店

## バス路線
北山田駅
すべて東急バスによって運行されている。

### 1番乗り場（出口1）
| 系統 | 主要経由地         | 行先           |
| ---- | ------------------ | -------------- |
| た91 | 研究所前           | たまプラーザ駅 |
| 鷺01 | すみれが丘・中有馬 | 鷺沼駅         |

### 2番乗り場（出口2）
| 系統 | 主要経由地   | 行先         | 備考 |
| ---- | ------------ | ------------ | ---- |
| た91 | サレジオ学院 | センター北駅 |      |
| 鷺01 |              | 東山田営業所 |      |

## 隣の駅
横浜市交通局
 横浜市営地下鉄グリーンライン（4号線）
センター北駅 (G05) - 北山田駅 (G06) - 東山田駅 (G07)